# Gran Premi de l'oest dels Estats Units
El Gran Premi dels Estats Units Oest va ser una carrera vàlida pel Campionat mundial de la Fórmula 1 entre els anys 1976 i 1983 que es disputava al circuit de Long Beach, situat a prop de Long Beach, Califòrnia.

## Guanyadors del Gran Premi de l'oest dels Estats Units
| Any  | Pilot             | Equip           | Circuit    | Resultats |
| ---- | ----------------- | --------------- | ---------- | --------- |
| 1983 | John Watson       | McLaren - Ford  | Long Beach | Resultats |
| 1982 | Niki Lauda        | McLaren - Ford  | Long Beach | Resultats |
| 1981 | Alan Jones        | Williams - Ford | Long Beach | Resultats |
| 1980 | Nelson Piquet     | Brabham - Ford  | Long Beach | Resultats |
| 1979 | Gilles Villeneuve | Ferrari         | Long Beach | Resultats |
| 1978 | Carlos Reutemann  | Ferrari         | Long Beach | Resultats |
| 1977 | Mario Andretti    | Lotus - Ford    | Long Beach | Resultats |
| 1976 | Clay Regazzoni    | Ferrari         | Long Beach | Resultats |